# Polônia nos Jogos Olímpicos de Verão de 1976
A  Polônia competiu nos Jogos Olímpicos de Verão de 1976, em Montreal, no Canadá.